# Arménie aux Jeux olympiques d'hiver de 2006
Cet article contient des informations sur la participation et les résultats de l'Arménie aux Jeux olympiques d'hiver de 2006 à Turin en Italie. Elle était représentée par cinq athlètes.

## Médailles
|         | Médaille d'or | Médaille d'argent | Médaille de bronze | Total |
| ------- | ------------- | ----------------- | ------------------ | ----- |
| Arménie | 0             | 0                 | 0                  | 0     |

## Épreuves

### Patinage artistique
Danse sur glace
- Vazgen Azroyan et Anastasia Grebenkina

### Ski alpin
Slalom géant H
- Abraham Sarkakhyan

Slalom H
- Abraham Sarkakhyan

### Ski de fond
15 km classique H
- Edmond Khachatryan
- Hovhannes Sargsyan

Sprint H
- Edmond Khachatryan
- Hovhannes Sargsyan

Sprint par équipe H
- Edmond Khachatryan et Hovhannes Sargsyan